# Sebastian Winkler (Schauspieler, 1982)

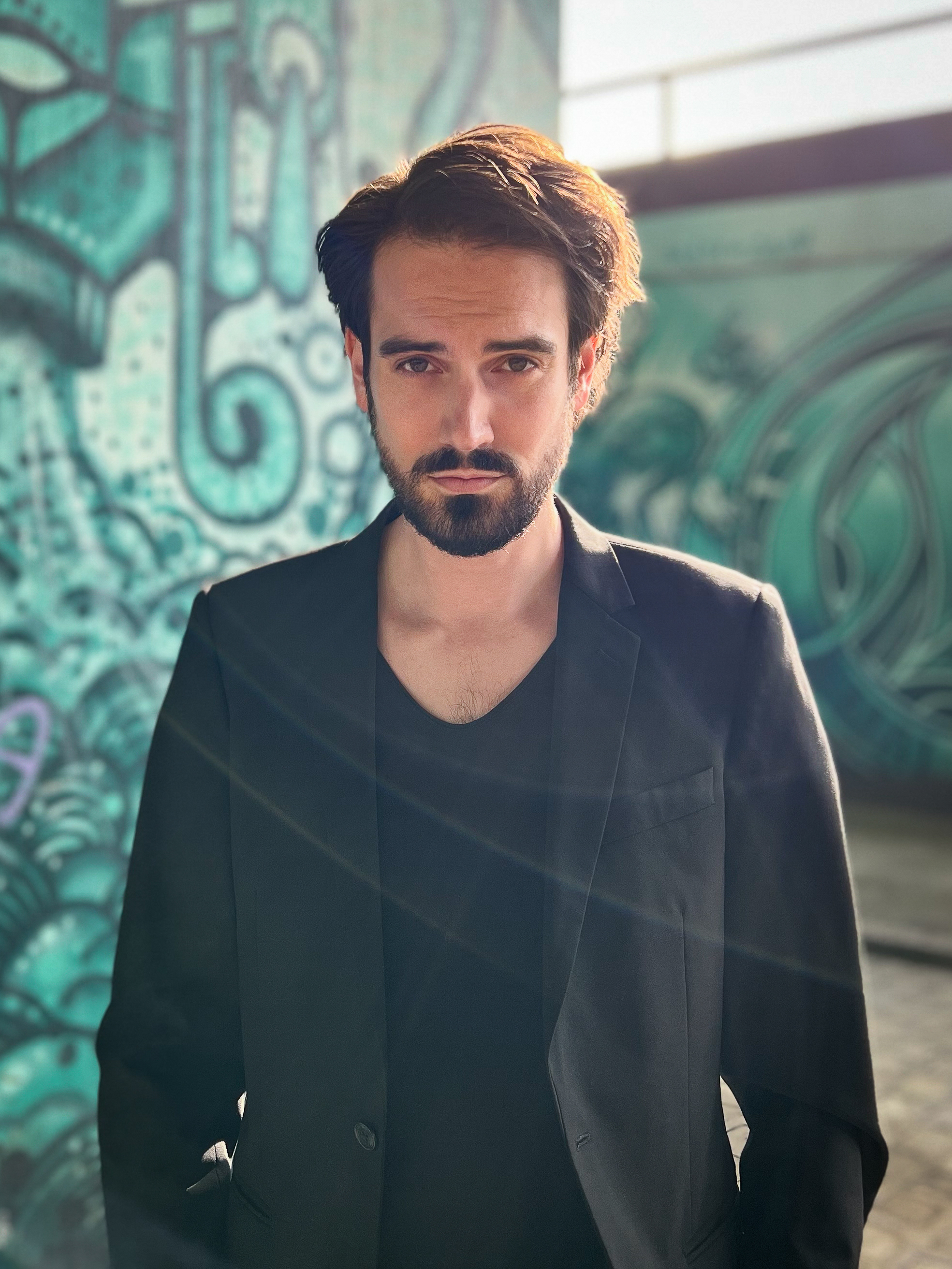
Sebastian Winkler (2022)

Sebastian Winkler  (auch Sebastian M. Winkler; * 2. Februar 1982 in München) ist ein deutscher Schauspieler.

## Leben
Sebastian Winkler wuchs im oberbayerischen Glonn auf. Von 2004 bis 2006 studierte er Schauspiel an der Universität Mozarteum Salzburg. 2006 wechselte er an die Theaterakademie August Everding im Prinzregententheater in München und beendete sein Schauspielstudium 2008 mit staatlichem Diplom. In München wurde er noch während seines Studiums für mehrere Produktionen am Bayerischen Staatsschauspiel engagiert, wo er nach seinem Abschluss weitere Jahre verpflichtet blieb. Es folgten Engagements am Theater Heilbronn, am Staatstheater am Gärtnerplatz und am Staatstheater Stuttgart.
2013 erhielt er den Nachwuchspreis der Festspielstadt Wunsiedel für seine darstellerische Leistung in Shakespeares Hamlet und dem Monty Python Musical Spamalot bei den Luisenburg-Festspielen. Im August 2013 trug er sich infolgedessen in das Goldene Buch der Festspielstadt Wunsiedel ein.
2014 kam es am Vorarlberger Landestheater in Bregenz bei dem Operntheater-Pop-Projekt „Alcin@“ zur ersten Zusammenarbeit mit dem Regisseur und Nestroy-Preisträger Bernd Liepold-Mosser und der österreichischen Indie-Band Naked Lunch um Oliver Welter und Herwig Zamernik. Dies war der Beginn einer bis heute andauernden regelmäßigen Zusammenarbeit zwischen dem Regisseur, Musikern der Band und dem Schauspieler, so etwa in der Produktion Einer flog über das Kuckucksnest 2016 am Theater an der Rott, die zu den 34. Bayerischen Theatertagen 2016 eingeladen wurde und der Open-Air-Produktion The Black Rider in Villach im Jahr 2017.
2016 übernahm Winkler in der Musical-Produktion The Producers am Theater Regensburg die Hauptrolle des „Max Bialystock“. Die Inszenierung von Dominik Wilgenbus sorgte bundesweit für Aufsehen und avancierte zum Publikumserfolg der Spielzeit 2016/17. Im April 2018 wurde Winkler in der internationalen Printausgabe der The New York Times für seine Darstellung des Stelzfuß in der Inszenierung des Tom Waits Musicals The Black Rider unter der Regie von Jan Langenheim am Theater Regensburg lobend hervorgehoben.
Sebastian Winkler steht regelmäßig für verschiedene TV und Filmproduktionen vor der Kamera. Der Film #wannadie von Anja Badeck, in dem er die Rolle des Rico übernahm, wurde 2018 beim Filmfestival Max Ophüls Preis in der Kategorie „bester mittellanger Film“ nominiert und beim Bremer Filmpreis 2018 mit dem Publikumspreis ausgezeichnet.

## Theaterarbeiten (Auswahl)
- 2006: Natürliche Auslese, Regie: Antoine Uitdehaag, Bayerisches Staatsschauspiel
- 2007: Im Dickicht der Städte, Regie: Tina Lanik, Bayerisches Staatsschauspiel
- 2008: Nathan der Weise, Regie: Alejandro Quintana, Theater Heilbronn
- 2009: Der Streit, Regie: Milena Paulovics, Theater Heilbronn
- 2009: Giovanna d’Arco, Regie: Thomas Wünsch, Staatstheater am Gärtnerplatz
- 2010: Die Reise ins Innere des Zimmers, Regie: Sebastian Linz, Bayerisches Staatsschauspiel
- 2010: Romeo und Julia, Regie: Catja Baumann, Staatstheater Stuttgart
- 2011: Das Käthchen von Heilbronn, Regie: Dieter Dorn, Bayerisches Staatsschauspiel
- 2012: Romeo und Julia, Regie: Petra Wüllenweber, Luisenburg-Festspiele
- 2013: Hamlet, Regie: Christian Nickel, Luisenburg-Festspiele
- 2013: Monty Python’s Spamalot, Regie: Christoph Zauner, Luisenburg-Festspiele
- 2014: Die Möwe, Regie: Robért Alföldi, Theater an der Rott
- 2014: Alcin@, Regie: Bernd Liepold-Mosser, Vorarlberger Landestheater
- 2014: Das große Welttheater, Regie: Michael Wallner, Vorarlberger Landestheater
- 2015: Die lächerliche Finsternis, Regie: Hannes Weiler, Theater Regensburg
- 2016: Einer flog über das Kuckucksnest, Regie: Bernd Liepold-Mosser, Theater an der Rott
- 2016: Krach im Hause Gott, Regie: Volker Schmalöer, Theater Regensburg
- 2016: Hamlet, Regie: Katrin Plötner, Theater Regensburg
- 2016: The Producers, Regie: Dominik Wilgenbus, Theater Regensburg
- 2017: The Black Rider, Regie: Bernd Liepold-Mosser, Villacher Rathausplatz Open Air (A)
- 2018: The Black Rider, Regie: Jan Langenheim, Theater Regensburg
- 2019: The Producers, Regie: Dominique Schnizer, Theater Osnabrück

## Filmografie (Auswahl)
- 2010: Der Kaiser von Schexing (Fernsehserie), Regie: Franz Xaver Bogner
- 2012: Franzi (Fernsehserie), Regie: Matthias Kiefersauer
- 2014: Die Rosenheim-Cops (Fernsehserie), Regie: Gunter Krää
- 2015: München 7 (Fernsehserie), Regie: Franz Xaver Bogner
- 2018: Die Rosenheim-Cops (Fernsehserie), Regie: Herwig Fischer
- 2018: #wannadie, Regie: Anja Badeck
- 2020: Der Staatsanwalt (Fernsehserie), Regie: Johannes Grieser
- 2021: Lena Lorenz (Fernsehfilm), Regie: Britta Keils
- 2021: Die Rosenheim-Cops (Fernsehserie), Regie: Laura Thies
- 2022: Inga Lindström - Jemand liebt dich (Fernsehfilm), Regie: Matthias Kiefersauer
- 2023: Frühling (Fernsehserie), Regie: Axel Barth
- 2023: Der Alte (Fernsehserie), Regie: Axel Barth
- 2025: Marie fängt Feuer (Fernsehserie), Regie: Matthias Kiefersauer

## Trivia
- Zur Jahrtausendwende war Sebastian Winkler unter dem Namen „B.-G. Murphy“ Trompeter der Band „Moreshi“. Alle beteiligten Musiker nannten sich nach Figuren der Zeichentrick-Serie Die Simpsons und traten in der Öffentlichkeit lediglich unter diesen Namen auf, die sie sich auch in den Personalausweis als Künstlernamen eintragen ließen. In Anlehnung an dieses Pseudonym führte Winkler für kurze Zeit das Kürzel „M.“ in seinem Schauspielernamen. 2002 wurde die Band mit ihrer Mischung aus Jazz und Punk „Münchner Act des Jahres“.[6]

- Vor seinem Schauspielstudium begann Winkler eine Ausbildung zum Krankenpfleger. Nach anderthalb Jahren beendete er die Ausbildung ohne Abschluss vorzeitig und bewarb sich an Schauspielschulen.[3]

## Auszeichnungen
- 2008: Stipendium für die „Sommerakademie für bairisches Volksschauspiel“[2]
- 2013: Nachwuchspreis der Festspielstadt Wunsiedel[2]
- 2013: Eintrag ins Goldene Buch der Festspielstadt Wunsiedel[4]